# Boxe aux Jeux asiatiques de 1982
Navigation
Édition précédente Édition suivante
Les compétitions de boxe anglaise des Jeux asiatiques 1982 se sont déroulées du 19 novembre au 4 décembre à New Delhi, en Inde.

## Résultats

### Podiums
| Catégories                    | Or              | Argent                | Bronze                             |
| Poids mi-mouches (-48 kg)     | Heo Yong-mo     | Efren Tabanas         | Seiki Segawa Ali Bux               |
| Poids mouches (-51 kg)        | Sanguo Teraporn | Babar Ali Khan        | Kwon Chae-o Kazuhiko Abe           |
| Poids coqs (-54 kg)           | Moon Sung-kil   | Wangchai Pongsri      | Pyon Song-o Mukhtar Muhammad       |
| Poids plumes (-57 kg)         | Yo Ryon-sik     | Park Ki-chul          | Shinji Higuchi Nidal Haddad        |
| Poids légers (-60 kg)         | Jong Jo-ung     | Kwon Hyun-kyu         | Jas Lal Pradhan Fernando de Assis  |
| Poids super-légers (-63,5 kg) | Kim Dong-kil    | Dhawee Umponmaha      | Farouk Janjoon Son Chan-son        |
| Poids welters (-67 kg)        | Chung Yong-beom | Ryu Bun-hwa           | Raymundo Suico C. C. Machaiah      |
| Poids super-welters (-71 kg)  | Lee Hae-jung    | Imad Idriss           | Muluk Singh Muhammad Niaz          |
| Poids moyens (-75 kg)         | Lee Nam-eui     | Rajendra Kumar Puneda | Muzaffar Ahmed Ahmad Al-Rabee      |
| Poids mi-lourds (-81 kg)      | Hong Ki-ho      | Girwar Singh          | Habibullah Khan Ri Un-yong         |
| Poids lourds (-91 kg)         | Kaur Singh      | Ismail Khalil         | Sambuugiin Khicheenguil So Bae-won |
| Poids super-lourds (+91 kg)   | Cho Bong-gil    | Imtiaz Mahmood        | Kim Hyun-ho Naiem Shumais          |

### Tableau des médailles
| Place | Pays              | Médaille d'or, Asie | Médaille d'argent, Asie | Médaille de bronze, Asie | Total |
| ----- | ----------------- | ------------------- | ----------------------- | ------------------------ | ----- |
| 1     | Corée du Sud      | 7                   | 2                       | 3                        | 12    |
| 2     | Corée du Nord     | 3                   | 1                       | 3                        | 7     |
| 3     | Inde              | 1                   | 2                       | 3                        | 6     |
| 4     | Thaïlande         | 1                   | 2                       | 0                        | 3     |
| 5     | Pakistan          | 0                   | 2                       | 5                        | 7     |
| 6     | Philippines       | 0                   | 1                       | 2                        | 3     |
| 7     | Syrie             | 0                   | 1                       | 1                        | 2     |
| 7     | Irak              | 0                   | 1                       | 1                        | 2     |
| 9     | Japon             | 0                   | 0                       | 3                        | 3     |
| 10    | Koweït            | 0                   | 0                       | 2                        | 2     |
| 11    | Mongolie          | 0                   | 0                       | 1                        | 1     |
| Total | 13 pays médaillés | 12                  | 12                      | 24                       | 48    |